# Limbi italice
Familia limbilor italice a limbilor indo-europene are două ramuri:
- grupul sabellic (osc-umbrian)
  - limba oscă (sau oscană), limbă dispărută;
  - limba umbriană, limbă dispărută, care nu trebuie confundată cu dialectul modern umbrian al italianei.
- limba latină - care a înlocuit pe celelalte
  - limba latină cultă - folosită de clasa superioară a societății romane: patricieni, senatori, scriitori, etc.
  - limba latină vulgară - folosită de oamenii obișnuiți, din aceasta au evoluat toate limbile romanice.
    - limbile romanice
      - limbile creole bazate pe limbi romanice